# Toyota Innova
El Toyota Innova es un monovolumen fabricado por Toyota, producido en Indonesia.
Su nombre se le atribuye a su similitud con la palabra innovación. Es muy famoso en India, Malasia, Filipinas, Taiwán, Vietnam, Jamaica, Panamá, Brunéi, Arabia Saudita, Argentina, Sudáfrica, Catar, Omán, Kuwait, los Emiratos Árabes Unidos, Tailandia y Ecuador.

## Primera generación (2004-2015)
El 1 de septiembre de 2004, Toyota lanzó la primera generación del Innova, llamándola "Kijang Innova" en Indonesia, siendo allí una variante de su predecesor, el Toyota Kijang.
Obtuvo tres rediseños en tan solo seis años:

### 2007

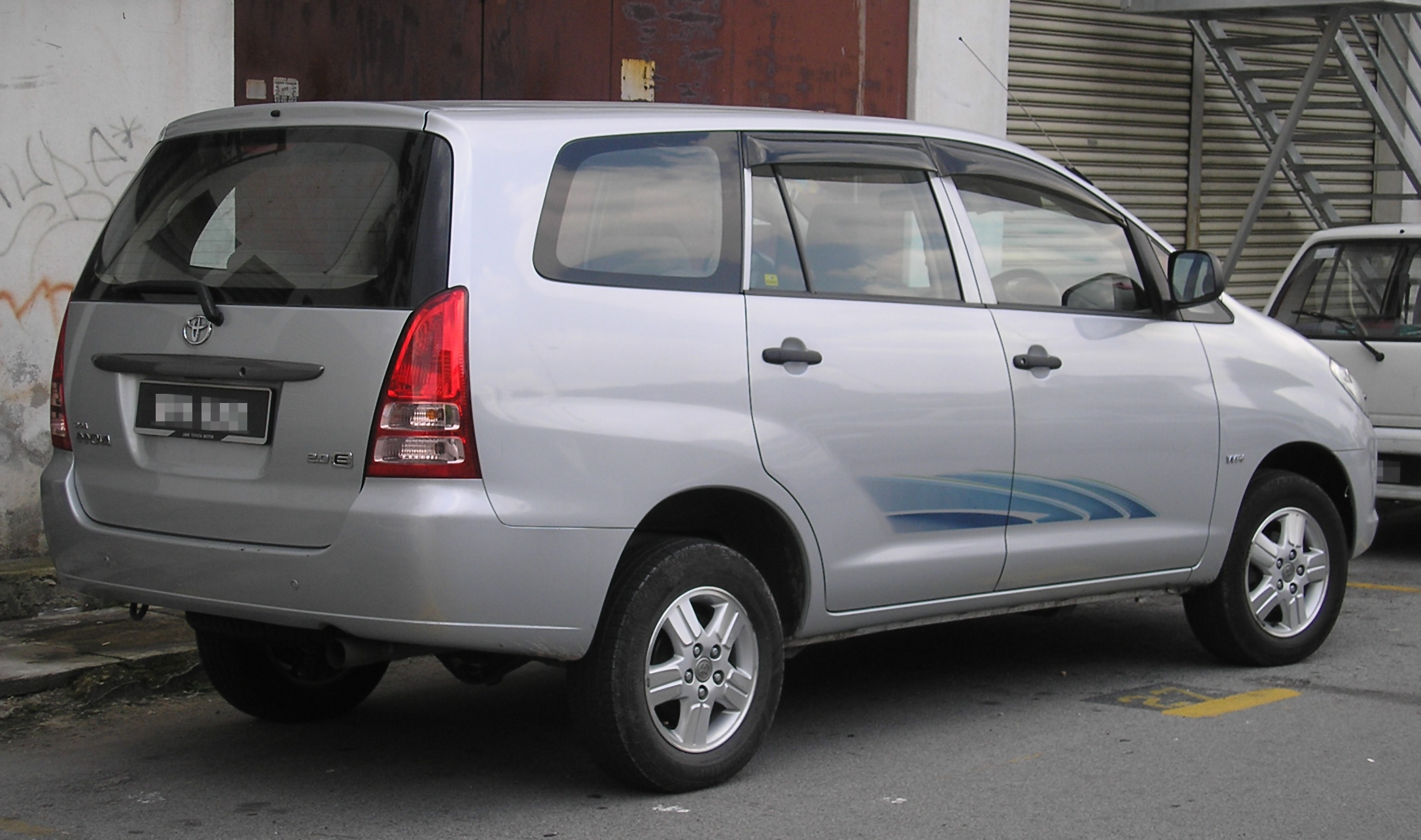
Pre-facelift vista trasera
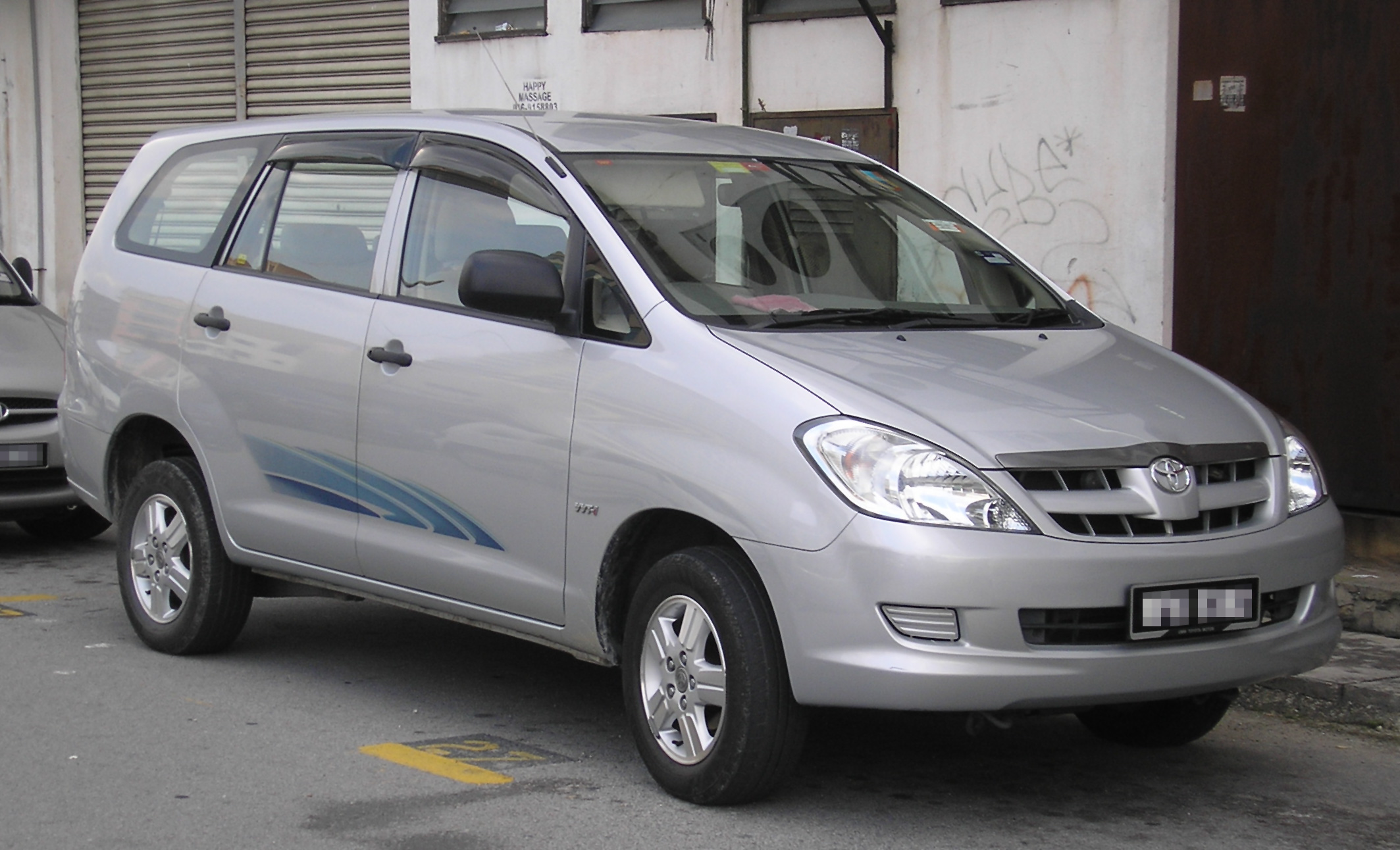
Pre-facelift vista delantera

### 2008

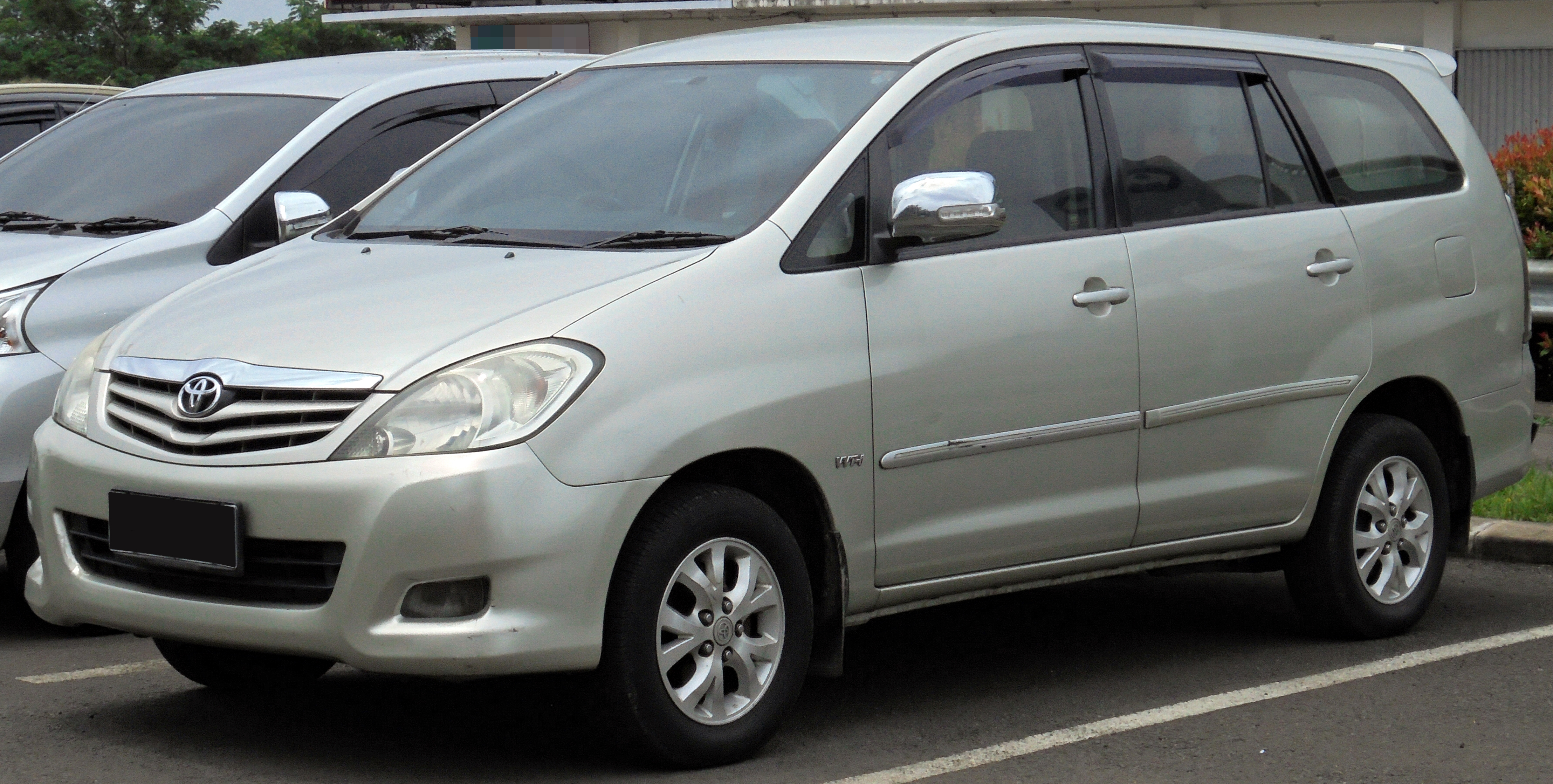
Primer facelift vista delantera
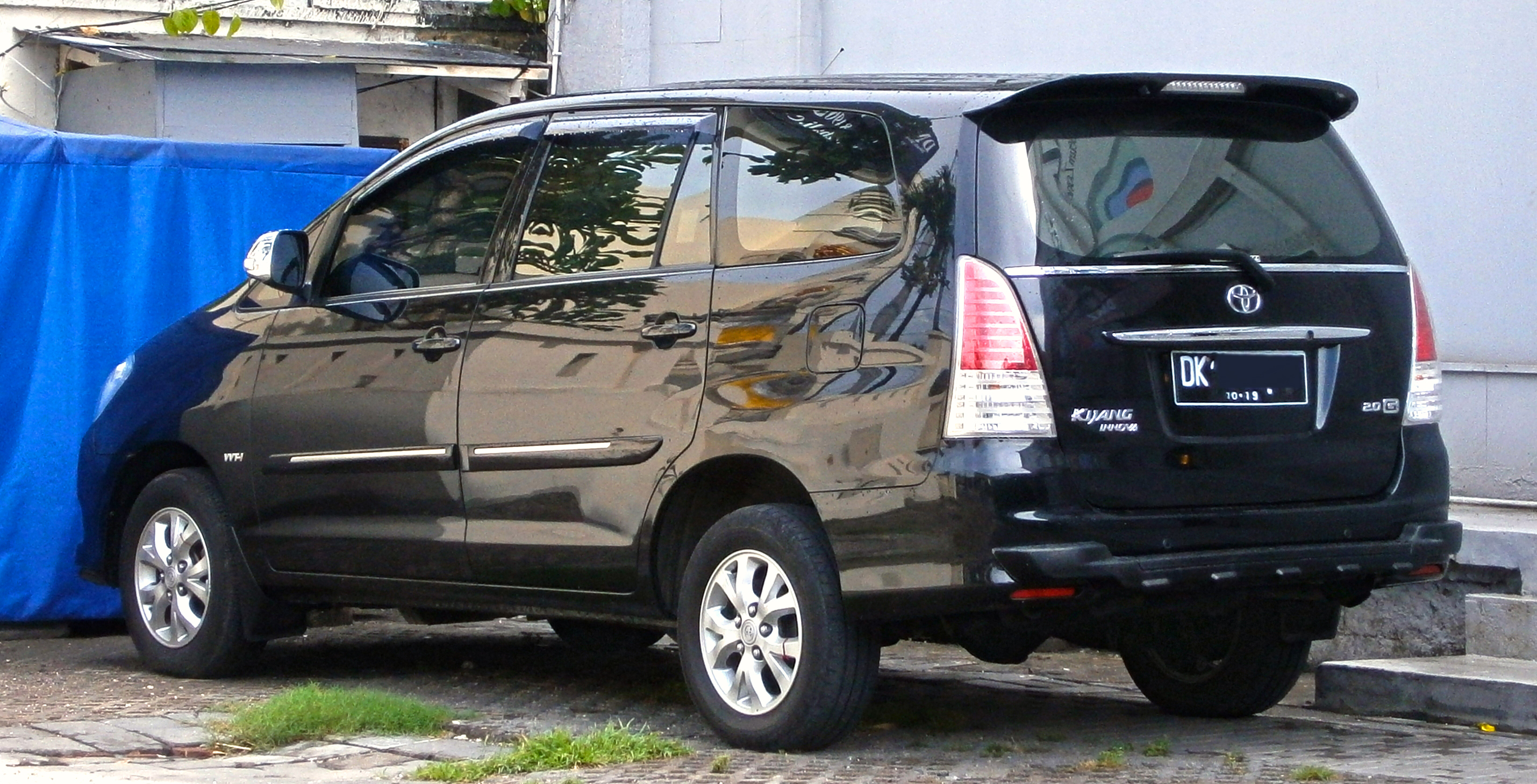
Primer facelift vista trasera

### 2011

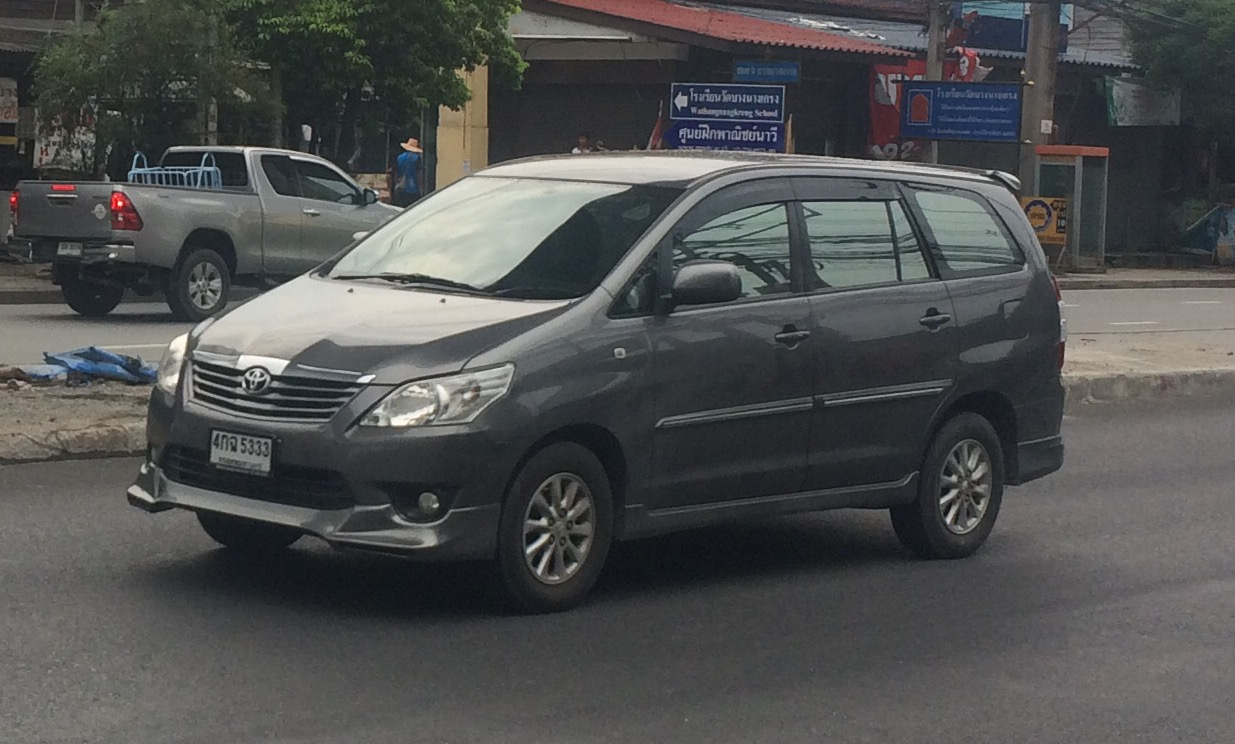
Segundo facelift vista delantera
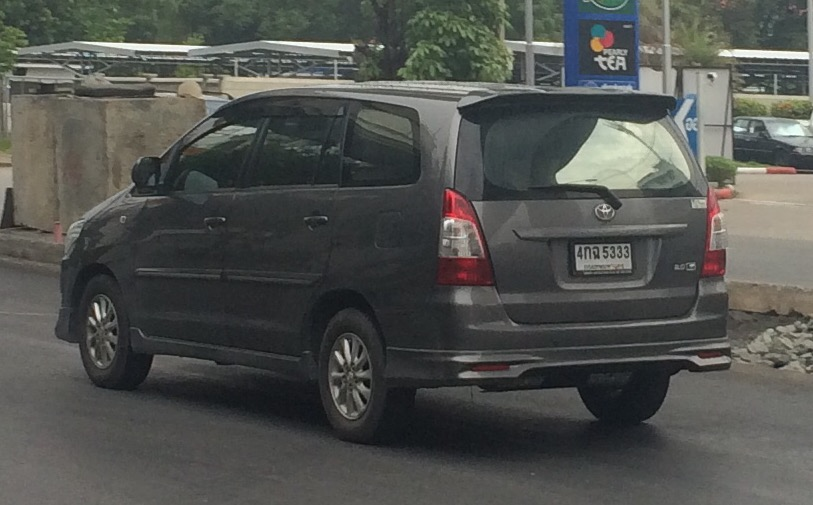
Segundo facelift vista trasera

### 2013

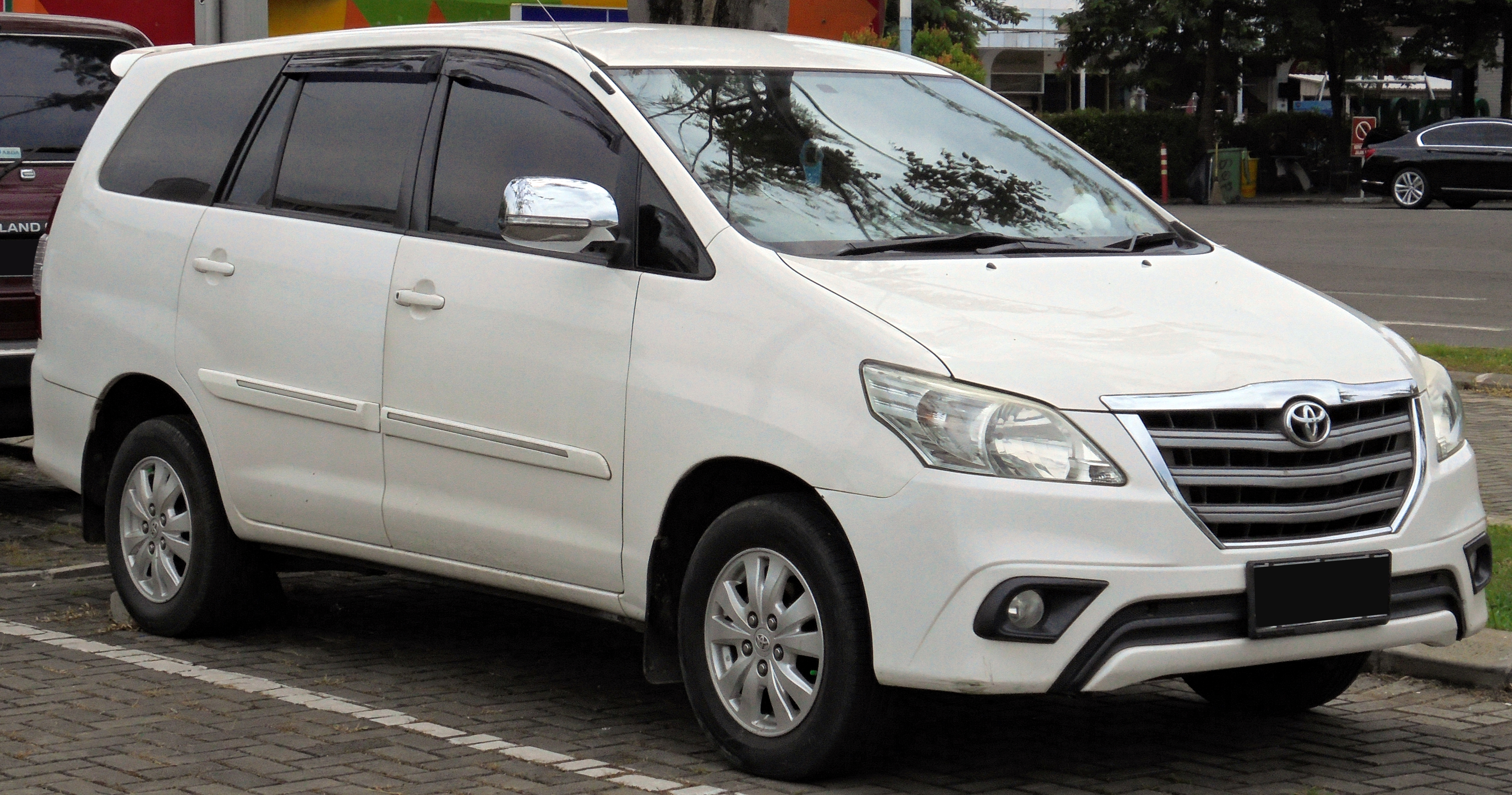
Tercer rediseño vista delantera
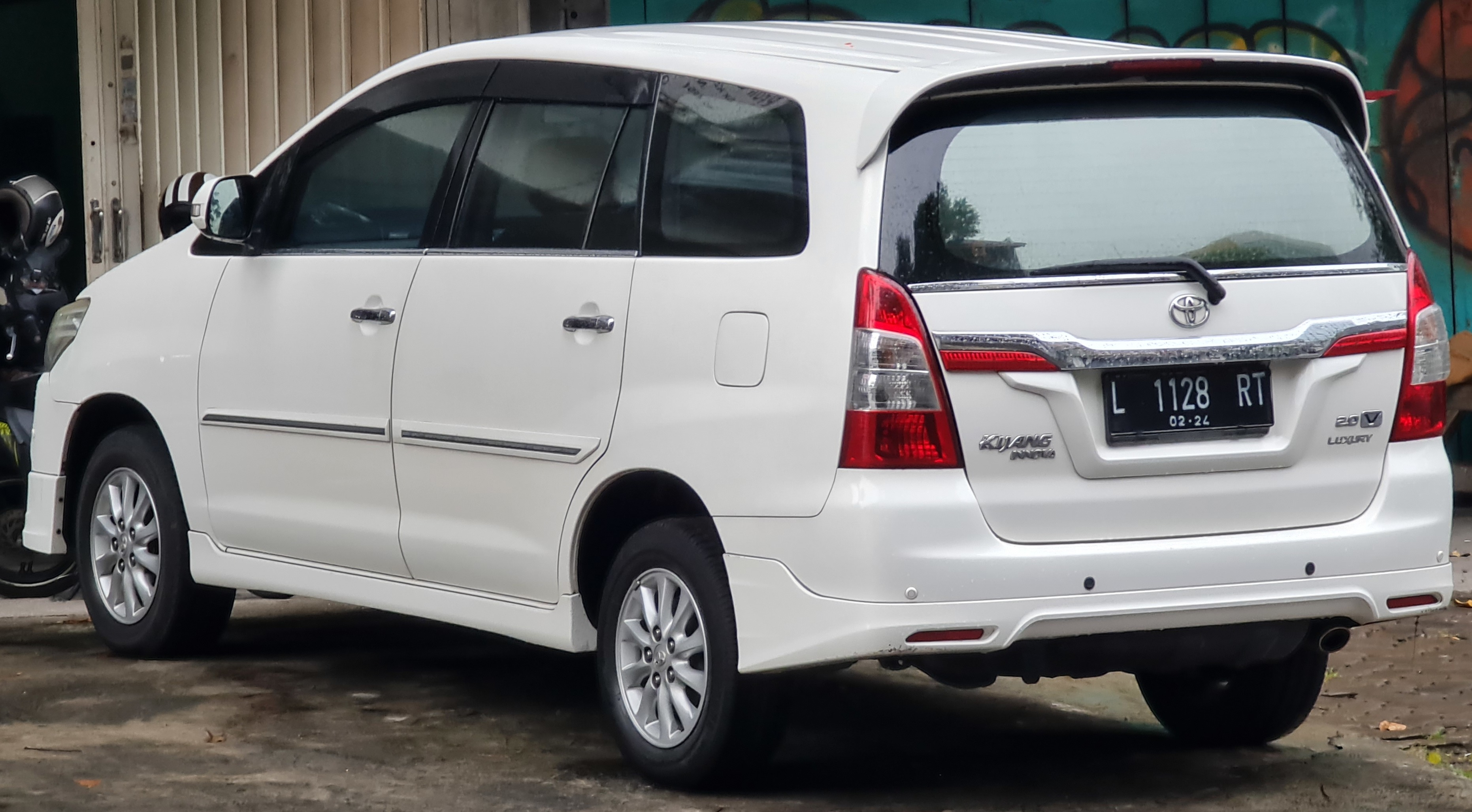
Tercer rediseño vista trasera

## Segunda generación (2015-presente)
La segunda generación del Innova trajo más disponibilidad al mundo, expandiéndose hasta Sudamérica.

Se fabrica en Indonesia y desde 2020 a 2021 en Argentina, donde se fabrica la Toyota Hilux y el Toyota SW4 para todo Sudamérica y Panamá.

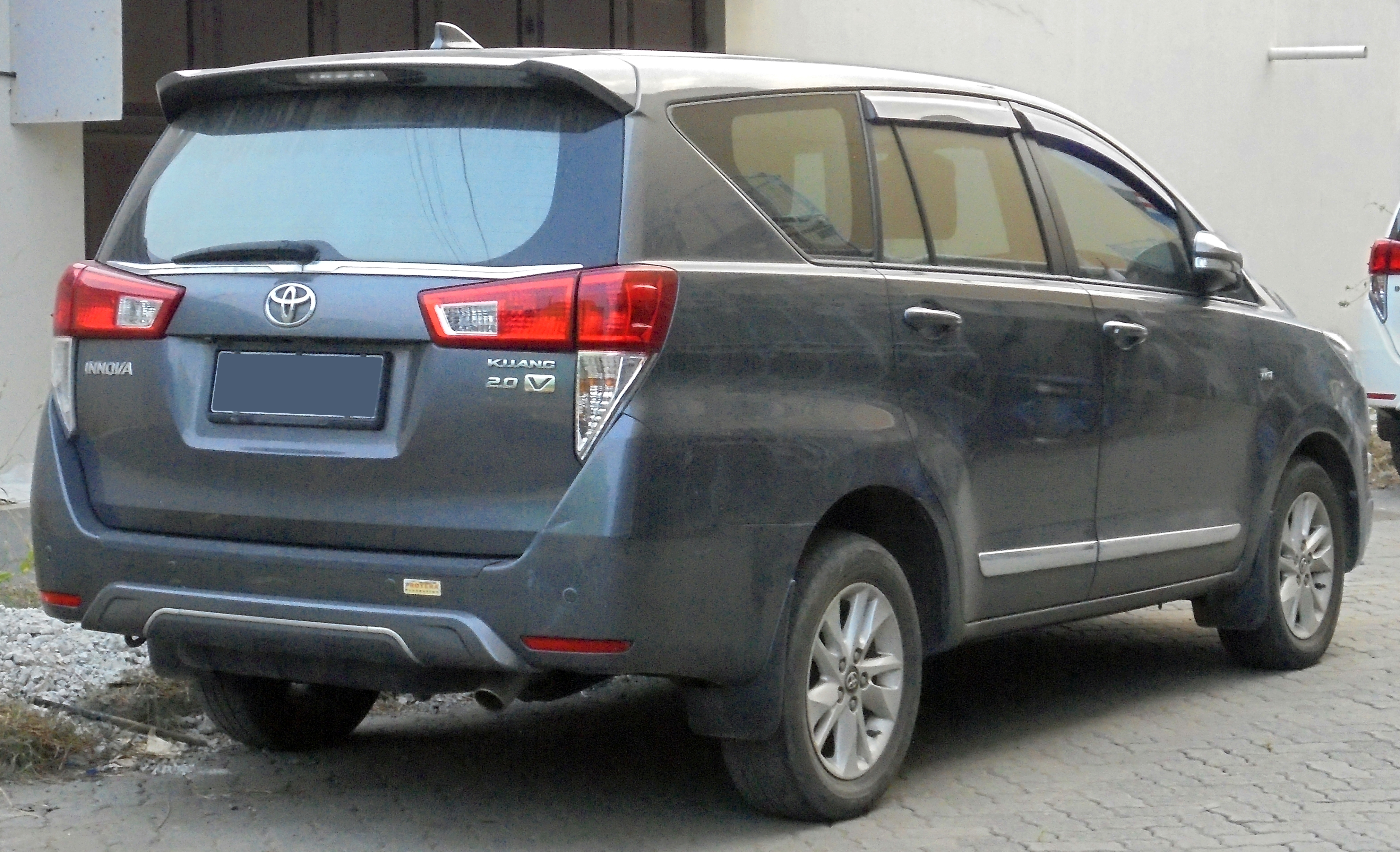
Vista trasera
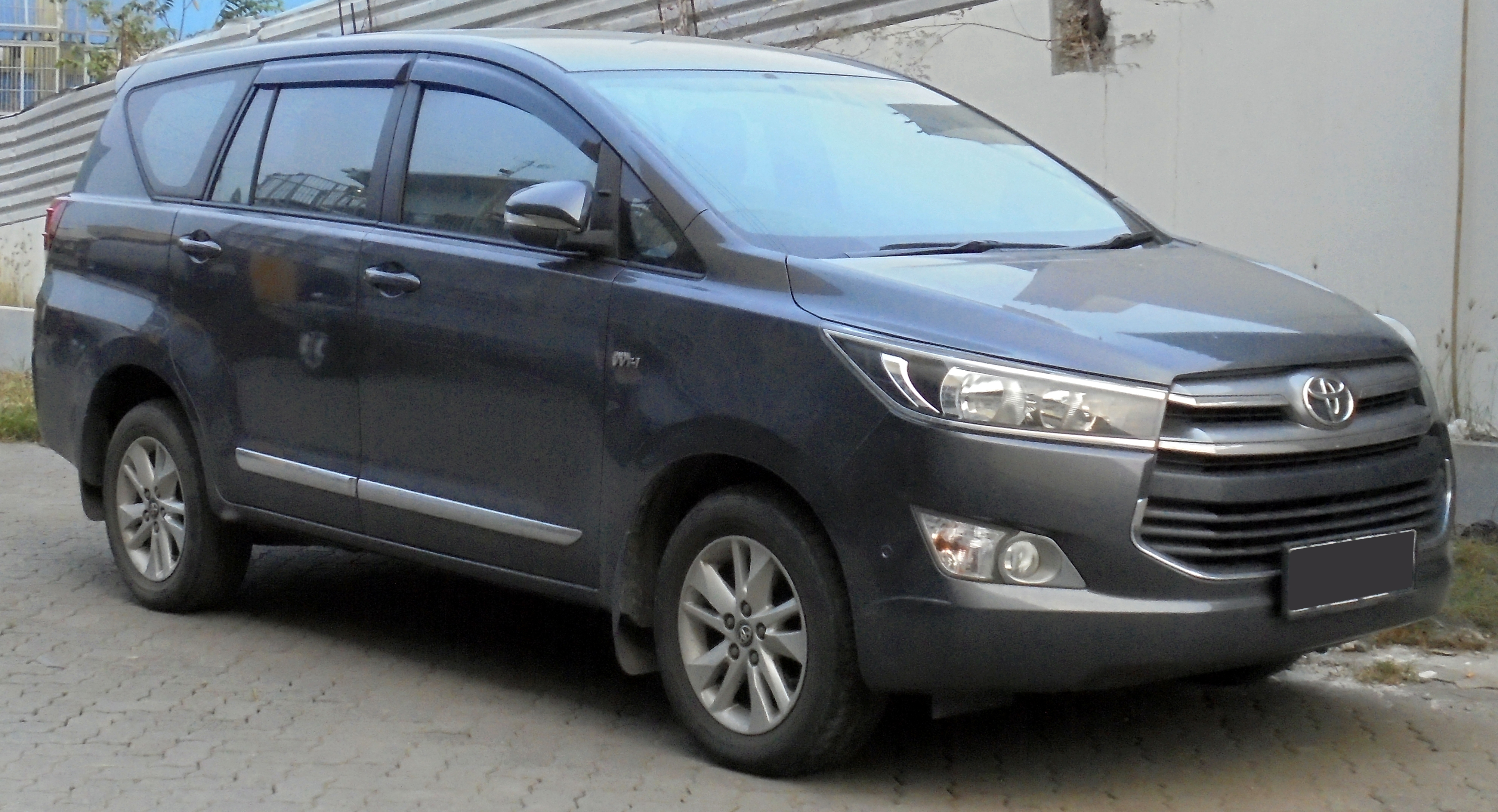
Vista delantera